# Фабріціо Чікітто
Фабріціо Чікітто (італ. Fabrizio Cicchitto; нар. 26 жовтня 1940, Рим) — італійський політик. Колишній соціаліст, він пізніше належав до партій «Вперед, Італія» та «Народ свободи», у 2013 році вступив до Нового правого центру.
Закінчив юридичний факультет Римського університету ла Сапієнца, спеціалізується на економічних дослідженнях. Член Палати депутатів Італії з 1976 по 1983 і з 2001, входив до Сенату з 1992 по 1994.